# هنري لونغفيل مانسل
هنري لونغفيل مانسل (بالإنجليزية: Henry Longueville Mansel)‏ (1820 - 1871 م) هو فيلسوف إنكليزي.
يُعد مانسل تلميذاً مخلصاً لـ وليم هاملتون. أهم مؤلفات مانسل: «الميتافيزيقا أو فلسفة الوعي» (1857)، «حدود الفكر الديني» «فلسفة المشروط» (1866).

## روابط خارجية
- هنري لونغفيل مانسل على موقع الموسوعة البريطانية (الإنجليزية)